# とべとべ おねいさん
「とべとべ おねいさん」は、テレビアニメ『クレヨンしんちゃん』の主人公であるのはらしんのすけ（矢島晶子）と同作の登場人物・アクション仮面（玄田哲章）によるコラボシングル。1998年4月22日にBMGビクターのRCAレーベルから発売された。

## 背景
表題曲の「とべとべ おねいさん」は、テレビ朝日系アニメ『クレヨンしんちゃん』のオープニングテーマとして、1998年4月24日から2000年5月26日放送分まで使用された。
映画のオープニングとしては『電撃!ブタのヒヅメ大作戦』（1998年）、『爆発!温泉わくわく大決戦』（1999年）、『嵐を呼ぶジャングル』（2000年）の3作品に使用された。

## 制作
「とべとべ おねいさん」はもつが作詞・作曲を行った。制作にあたっては1970年代のロボットアニメのような曲という注文を受け、参考となる複数の曲を受け取った。それらの曲の集約として「とべとべ おねいさん」が制作されたが、「とべとべ おねいさん」は『勇者ライディーン』のオープニングテーマ「勇者ライディーン」に似ていると意見されるようになった。もつは『勇者ライディーン』を観たことはなく似せる気はなかったが、前述の参考曲には「勇者ライディーン」が含まれており、聴き比べてみると自分でも似ていると思ったという。

## 記録
2021年5月にテレビ朝日で放送された『お願い!ランキング』にて行われた好きな歴代『クレヨンしんちゃん』の主題歌をファンが投票する企画『みんなのアニソンBEST 〜クレヨンしんちゃん編〜』にて8位を獲得した。

## 収録曲
| #  | タイトル                                                                           | 作詞     | 作曲・編曲 |
| -- | ---------------------------------------------------------------------------------- | -------- | ---------- |
| 1. | 「とべとべ おねいさん」(のはらしんのすけ（矢島晶子） & アクション仮面（玄田哲章）) | もつ     | もつ       |
| 2. | 「てゆーかハリケーン」(C-chang & のはらしんのすけ（矢島晶子）)                     | 土生京子 | 服部達志   |
| 3. | 「とべとべ おねいさん」(オリジナル・カラオケ)                                      |          |            |
| 4. | 「てゆーかハリケーン」(オリジナル・カラオケ)                                       |          |            |

## 収録アルバム
| 楽曲                | 収録アルバム                                                                     | 発売日         | 発売元                                   | 規格品番     | 備考                                               |
| ------------------- | -------------------------------------------------------------------------------- | -------------- | ---------------------------------------- | ------------ | -------------------------------------------------- |
| とべとべ おねいさん | 『ザ・ミレニアム・オブ クレヨンしんちゃん ベスト・ヒット・シングル・ヒストリー』 | 2000年12月21日 | キングレコード                           | KICA-1243    | テレビ朝日系アニメ『クレヨンしんちゃん』の主題歌集 |
| とべとべ おねいさん | 『クレヨンしんちゃん スーパー・ベスト30曲入りだゾ』                              | 2003年2月21日  | コロムビアミュージックエンタテインメント | COCX-32115/6 | テレビ朝日系アニメ『クレヨンしんちゃん』の主題歌集 |
| とべとべ おねいさん | 『クレヨンしんちゃん TV・映画 主題歌集だゾ』                                     | 2009年1月21日  | コロムビアミュージックエンタテインメント | COCX-35371/2 | テレビ朝日系アニメ『クレヨンしんちゃん』の主題歌集 |
| とべとべ おねいさん | 『クレヨンしんちゃん主題歌CD 〜きかなきゃソン、ソン、そんぐfor you〜』           | 2013年7月31日  | 日本コロムビア                           | COCX-38134   | テレビ朝日系アニメ『クレヨンしんちゃん』の主題歌集 |
| とべとべ おねいさん | 『プリッと!こんぷりーと クレヨンしんちゃん30周年記念テーマソング集』             | 2022年11月30日 | 日本コロムビア                           | COCX-41902/5 | テレビ朝日系アニメ『クレヨンしんちゃん』の主題歌集 |

## タイアップ
| # | 楽曲名                  | タイアップ                                                                           | 出典  |
| - | ----------------------- | ------------------------------------------------------------------------------------ | ----- |
| 1 | 「とべとべ おねいさん」 | テレビ朝日系アニメ『クレヨンしんちゃん』オープニング・テーマ                         | [ 8 ] |
| 1 | 「とべとべ おねいさん」 | 東宝配給アニメ映画『クレヨンしんちゃん 電撃!ブタのヒヅメ大作戦』オープニング・テーマ | [ 2 ] |
| 1 | 「とべとべ おねいさん」 | 東宝配給アニメ映画『クレヨンしんちゃん 爆発!温泉わくわく大決戦』オープニング・テーマ | [ 3 ] |
| 1 | 「とべとべ おねいさん」 | 東宝配給アニメ映画『クレヨンしんちゃん 嵐を呼ぶジャングル』オープニング・テーマ      | [ 4 ] |